# Заволжские старцы
Заво́лжские ста́рцы — собирательное название монахов Заволжья, преимущественно Ферапонтова и Кирилло-Белозерского монастыря. В XVI веке составили особое движение внутри русского православия. Во главе заволжских старцев стоял Нил Сорский, вокруг которого объединились его учитель Паисий Ярославов, Вассиан (Патрикеев), старец Герман († 1533), Гурий Тушин († 1526), епископ Рязанский Кассиан, троицкий игумен Порфирий и другие старцы заволжских монастырей.

## История
В конце XV и начале XVI в. они становятся известными, как отдельная партия, по своим гуманным воззрениям, образованности и критицизму, резко проявившимся в борьбе с противоположной партией Иосифа Волоцкого.
Основываясь на евангельском учении о любви и милостыне, заволжские старцы требовали на соборе 1490 г. а затем в двух посланиях (1504 и 1505 гг.), из которых второе до нас не дошло (первое напечатано в «Древней российской вивлиофике, ч. XVI»), гуманного отношения к еретикам (жидовствующим): они предлагали лишь упорных еретиков отлучать от церкви, а раскаявшихся полностью прощать.
Старец Герман даже доказывал, что о еретиках нужно только молиться, а не судить их или наказывать. Это заступничество, а также некоторые другие черты сходства между жидовствующими и старцами — критицизм, обличение пороков монашества, сравнительная образованность — навлекли на старцев обвинение в еретичестве.
Таким же образом истолковано было заявление, сделанное старцами на соборе 1503 г. о том, что монастырям неприлично владеть землями и крестьянами.
По их мнению, обладание землёй ставило духовенство в зависимость от мирской власти, лишало его самостоятельности в столкновениях с последней, не позволяло обличать и сдерживать сильных мира, деморализировало монашество.
Они считали такой порядок вещей противоречащим Евангелию, не согласующимся с жизнью древних русских подвижников.
Лучше раздавать богатство нищим, учили они, чем украшать храмы. Вообще, внешняя, обрядовая сторона религии не играла у них никакой роли. Их монастыри резко отличались по своей бедной, простой обстановке от богатых церквей сторонников Иосифа Волоцкого.
Несмотря на то, что старцы столкнулись с полным отсутствием сочувствия, даже враждебным отношением большинства, они открыто и резко высказывали свои мнения. Так, они протестовали против постановления собора 1503 г., лишавшего всех вдовых диаконов и священников права совершать богослужение.
Развод Василия III с женой и новый брак его вызвали смелое осуждение со стороны заволжцев.
В 1523 г. один из заволжцев, троицкий игумен Порфирий, был посажен в тюрьму за то, что вступился за кн. Василия Шемячича, вызванного в Москву и заключённого в тюрьму, несмотря на клятвы и «опасные» грамоты великого князя и митрополита Даниила.
Руководимые Нилом Сорским, старцы стремились к нравственному совершенствованию путём критического, сознательного изучения Священного Писания. Убеждённые, что каждый, духовный или мирянин, должен учительствовать, старцы энергично пропагандировали своё учение.